# 奧斯卡二世海岸

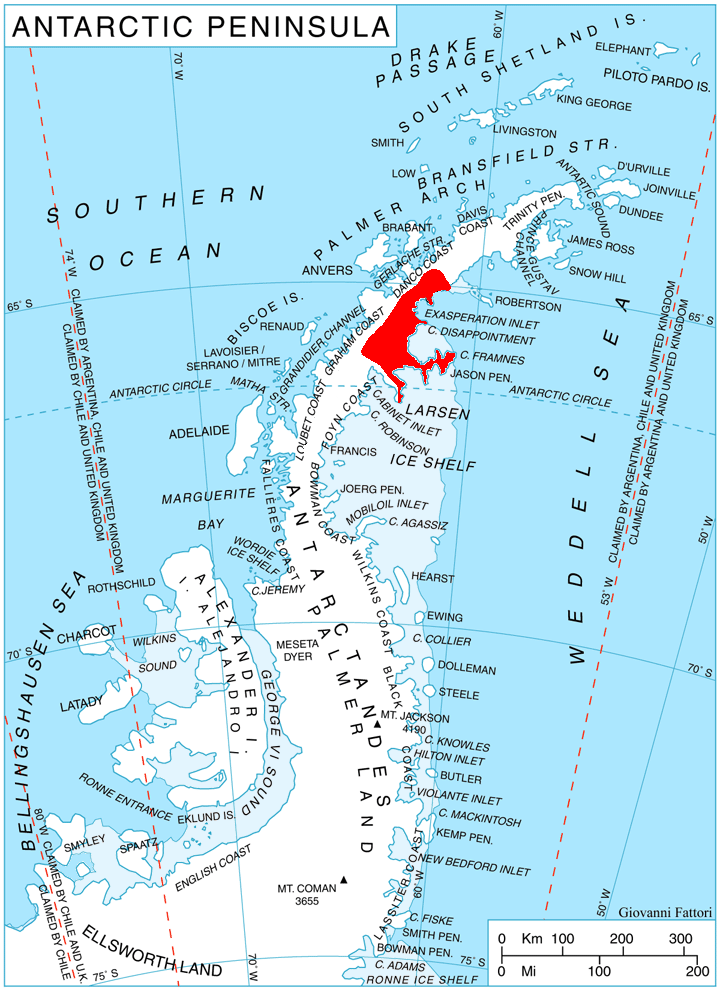

奧斯卡二世海岸（英語：Oscar II Coast）是南極洲的海岸，位於葛拉漢地，處於亞歷山大角和費爾韋瑟角之間，在1893年由挪威探險家卡爾·安東·拉森發現，以瑞典及挪威國王奧斯卡二世命名。
65°45′S 62°30′W / 65.750°S 62.500°W